# Nasir (album)
Nasir (stylizowany zapis NASIR) – dwunasty album studyjny amerykańskiego rapera Nasa wydany 15 czerwca 2018 roku nakładem wytwórni Mas Appeal oraz Def Jam.
Za produkcję albumu w głównej mierze odpowiada Kanye West na którego ranczo album został w całości nagrany. Gościnnie występuje sam West, ale również Puff Daddy, 070 Shake, Tony Williams oraz The-Dream.

## Odbiór
Album spotkał się z mieszaną recenzją krytyków. W serwisie Metacritic przyznano mu ocenę 58 na 100 na podstawie szesnastu recenzji.

## Lista utworów
| Nr | Tytuł utworu                                   | Tekst | Producent                                                 | Długość |
| -- | ---------------------------------------------- | --- | --------------------------------------------------------- | ------- |
| 1. | „Not for Radio” (gość. Puff Daddy & 070 Shake) | Nasir Jones • Basil Poledouris • Kanye West • Mike Dean • Magnus August Høiberg • Benjamin Levin • Oladipo Omishore • Sean Combs • Terius Nash | West • Dean • Dot da Genius • Benny Blanco • Cashmere Cat | 3:22    |
| 2. | „Cops Shot the Kid” (gość. Kanye West)         | Jones • Ricky Walters • Richard Pryor • West • Andrew Dawson • Che Smith                                                                       | West • Dawson                                             | 2:47    |
| 3. | „White Label”                                  | Jones • West • Dean | West • Dean • BoogzDaBeast                                | 2:58    |
| 4. | „Bonjour” (gość. Tony Williams)                | Jones • R. D. Burman • West • Dean • Omishore • Tony Williams • Che Pope                                                                       | West • Pope • Dot da Genius Dean Eric Danchick            | 3:21    |
| 5. | „Everything” (gość. The-Dream & Kanye West)    | Jones • West • Dean • Nash • Levin • Caroline Shaw • Høiberg • Patrick Reynolds • Adrian Owusu • Jake Ferguson • Malcolm Catto                 | West • Dean • Blanco • Cashmere Cat • Plain Pat           | 7:32    |
| 6. | „Adam and Eve” (gość. The-Dream)               | Jones • West • Dean • Kourosh Yaghmaei • Nash • Pope                                                                                           | West • Dean • Plain Pat • Evan Mast                       | 4:10    |
| 7. | „Simple Things”                                | Jones • West • Dean • Justin Vernon | West • Dean                                               | 2:19    |
|    |                                                | |                                                           | 26:29   |

### Sample[15]
- Utwór "Not for Radio" zawiera sample z utworu "Hymn to Red October (Main Title)" z filmu Polowanie na Czerwony Październik, którego kompozytorem jest Basil Poledouris.
- Utwór "Cops Shot the Kid" zawiera sampel z utworu "Children Story" którego autorem jest Slick Rick oraz dialog z filmu Wattastax, który mówi Richard Pryor
- Utwór "Bonjour" zawiera sampel z utworu "Dance Music" z filmu Mukti, którego autorem jest Rahul Dev Burman oraz dialog z filmu Płatne w całości który mówi Dame Dash.
- Utwór "Adam and Eve" zawiera sampel z utworu "Gole Yakh", którego autorem jest Kourosh Yaghmaei oraz dialog z filmu Ojciec Chrzestny II, który mówi Al Pacino.
- Utwór "White Label" zawiera sampel z utworu "Prison Song", którego autorem jest Shahram Shabpareh.

## Personel
- Zack Djurich – inżynieria
- Sean Solymar – inżynieria
- Juan Pena – inżynieria (utwór 1)
- Mike Malchicoff – inżynieria  (utwór 4)
- Mike Dean – miks (utwory 1, 3, 5)
- Jess Jackson – miks (utwory 1, 3, 5)
- Andrew Dawson – miks (utwory 2, 4, 6, 7)
- BoogzDaBeast – programowanie (utwór 1)
- Ryan Hendrickson – inżynieria (utwory 1, 4)
- Phillip Peterson - wiolonczela, smyczki (utwory 1,4)
- Victoria Parker - skrzypce (utwór 4)
- Plain Pat – perkusja (utwory 5,6)